# 1-メトキシ-2-プロパノール
1-メトキシ-2-プロパノール（1-methoxy-2-propanol）は、第2級アルコールの1種である。プロピレングリコールメチルエーテル （英語: propylene glycol methyl ether, PGME）とも呼ばれる。

## 構造と性質
1-メトキシ-2-プロパノールは、プロパン-1,2-ジオール

の1位のヒドロキシ基だけが、メタノールのヒドロキシ基と分子間で脱水縮合してエーテル結合をした構造をしている。
分子量は90.1210である。
なお、1-メトキシ-2-プロパノールの2位の炭素、すなわちヒドロキシ基が結合している炭素はキラル中心であるため、1対の鏡像異性体を持つ。
常圧における融点は-96 ℃から-95℃程度、常圧における沸点は約119 ℃である。したがって、常温常圧において1-メトキシ-2-プロパノールは液体として存在する。なお、この液体は無色透明である。なお、引火点は31 ℃と常温よりもわずかに高い程度であり、287 ℃に達すると自然発火する。

## 合成法
酸化プロピレンの一般的な反応として、酸化プロピレンと第1級アルコールとが反応すると、反応させた第1級アルコールのヒドロキシ基と反応を起こす。結果として酸化プロピレンの1位の炭素と、第1級アルコール側の酸素が直結した構造の化合物、すなわち、エーテルを生ずることが知られている。よって、1-メトキシ-2-プロパノールを合成するためには、酸化プロピレンにメタノールを反応させれば良い。なお、工業的に生産されて一般的に流通している1-メトキシ-2-プロパノールは、S体とR体の混合物である。

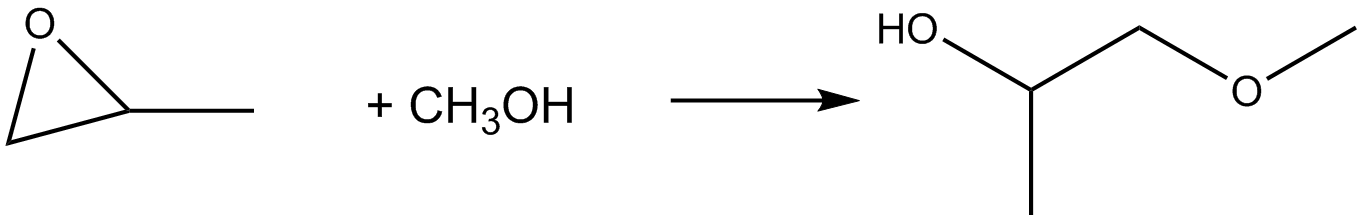
酸化プロピレンとメタノールとが反応すると、1-メトキシ-2-プロパノールが生成する。